# Соколовський Микола Миколайович
Микола Миколайович Соколовський — український військовослужбовець, штаб-старшина Військово-Морських сил Збройних сил України, учасник російсько-української війни. Кавалер Хреста бойових заслуг та ордена «За мужність» III ступеня.

## Життєпис

### Широкомасштабне російське вторгнення в Україну (2022)
Командир морського водолазного судна «Нетішин» Військово-Морських сил Збройних Сил України штаб-старшина Микола Соколовський, який з 24 лютого до 23 травня 2022 року на високому професійному рівні організував і особисто очолив виконання непритаманного для водолазного судна бойового завдання з проведення встановлення мінно-вибухових загороджень у Чорноморській операційній зоні з метою недопущення висадки ворожого десанту. Попри ризик судно виконало бойові завдання в безпосередній близькості до ворожих кораблів та при постійній протидії ворожій авіації. Саме завдяки бойовому досвіду Миколи Соколовського, його рішучим і нешаблонним рішенням встановлення мінно-вибухових загороджень було проведено в найкоротші строки та зірвано плани ворога щодо проведення десантної операції на півдні України. Забезпечував проведення водолазних спусків з пошуку тіл екіпажу патрульного катера «Слов'янськ» та екіпажу рейдового тральщика «Генічеськ», а також пошуку й підйому артилерійського озброєння та засобів зв'язку.

## Нагороди
- Хрест бойових заслуг (23 серпня 2022) — за визначні особисті заслуги у захисті державного суверенітету та територіальної цілісності України, самовіддане служіння Українському народу, вірність військовій присязі[2][3]
- орден «За мужність» III ступеня (26 березня 2022) — за особисту мужність і самовіддані дії, виявлені у захисті державного суверенітету та територіальної цілісності України, вірність військовій присязі[4]

## Військові звання
- штаб-старшина.